# Leemsteen

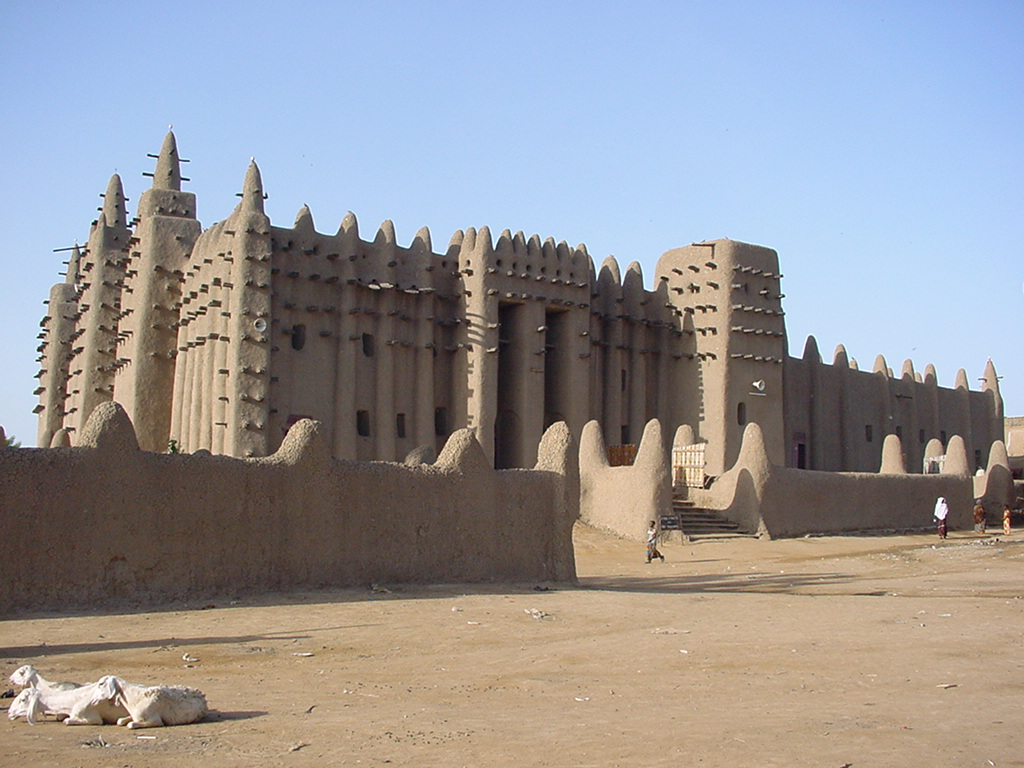
De Grote moskee van Djenné in Mali is geheel opgetrokken uit leemsteen

Leemsteen  (Engels: mudbrick; Frans: brique crue) of adobe is ongebakken kleisteen die in de zon gedroogd is en als bouwmateriaal gebruikt wordt. Behalve klei en water, worden bij de vervaardiging ook zand en een organisch bindmiddel – vaak stro of mest – gebruikt.
Het mengsel wordt in een mal gestampt en buiten in de zon gedroogd. Vooral in het Midden-Oosten, Noord-Afrika, Zuid-Amerika en het zuidwesten van Noord-Amerika en Spanje zijn gebouwen van adobe te vinden. 
Adobe heeft goede thermische eigenschappen. Overdag kan het veel warmte opslaan die 's nachts vrijgegeven wordt. Bij aardbevingen worden gebouwen die met adobe gebouwd zijn snel beschadigd. Zo liep tijdens de aardbeving in Bam op 26 december 2003 het grootste van leemsteen gemaakte gebouw ter wereld, de citadel van Bam, grote schade op.
De techniek werd voor het eerst toegepast in Mesopotamië. Omstreeks 4000 voor Christus kwam aldaar bovendien het gebruik van houten mallen in zwang, waarmee stenen van gelijke vorm en grootte verkregen werden. Vanaf ca. 3200 v. Chr. werden dergelijke stenen voor het eerst ook gebakken, hetgeen het ontstaan gaf aan de baksteen. Een andere plek waar ongebakken kleistenen al vroeg veelvuldig toegepast werden, is het oude Egypte, waar men ze gebruikte bij de bouw van huizen, verdedigingswerken (onder meer als muren rond de tempels) en grafmonumenten. In de Lage Landen werden leemstenen in bepaalde plattelandsgebieden gebruikt voor het bouwen van binnenmuren. In de 19de eeuw is er in Uden zelfs een fabriek van dergelijke stenen geweest.
Thans wordt leemsteen nog steeds gebruikt in vele landen in Azië en Afrika, onder andere in China, Iran, Jemen, Egypte, Mali, Burkina Faso en Niger. Ook in de Nieuwe Wereld werd of wordt dit bouwmateriaal aangewend, zoals in Peru en in het zuidwesten van de Verenigde Staten. In Zuid-Europa komt leemsteen met name in Spanje voor. Een van de grootste en bekendste gebouwen in leemsteen is de Grote moskee van Djenné in Mali. Hier zijn de afzonderlijke stenen niet zichtbaar, omdat de wanden bestreken zijn met een laag leem om ze beter bestand te maken tegen weer en wind.
Een aanverwante bouwwijze is de stampbouw (Engels: rammed earth; Frans: pisé), waarbij een wand niet uit afzonderlijke stenen wordt opgebouwd, maar als geheel tot stand komt door het aanstampen van een mengsel van klei (of leem), water, zand en stro (of mest) in een bekisting. Deze techniek is onder meer gebruikelijk in Marokko. 

## Afbeeldingen

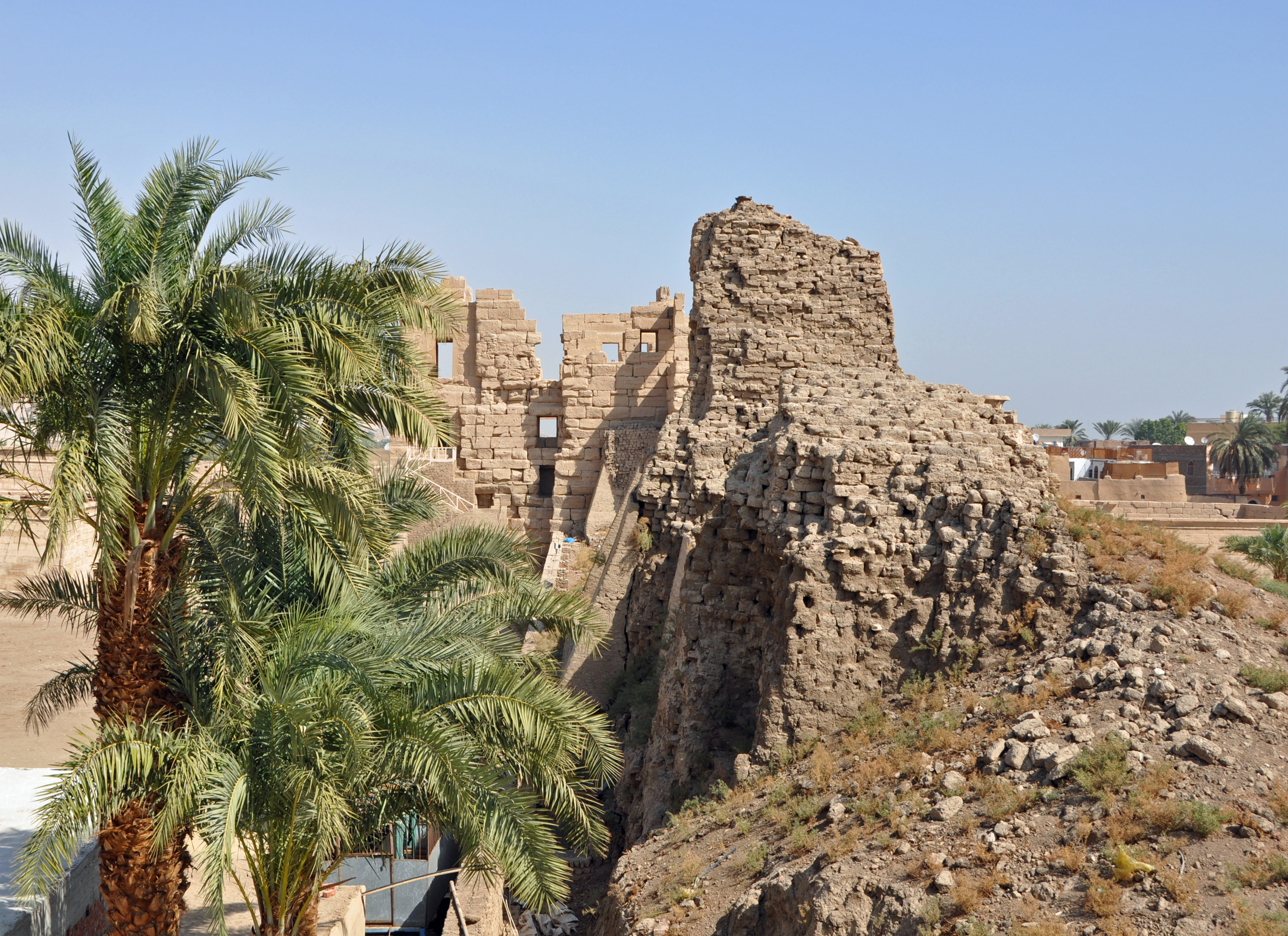
Deel van de grote muur in leemsteen rond het tempelgebied van Medinet Habu (Egypte), uit de tijd van farao Ramses III
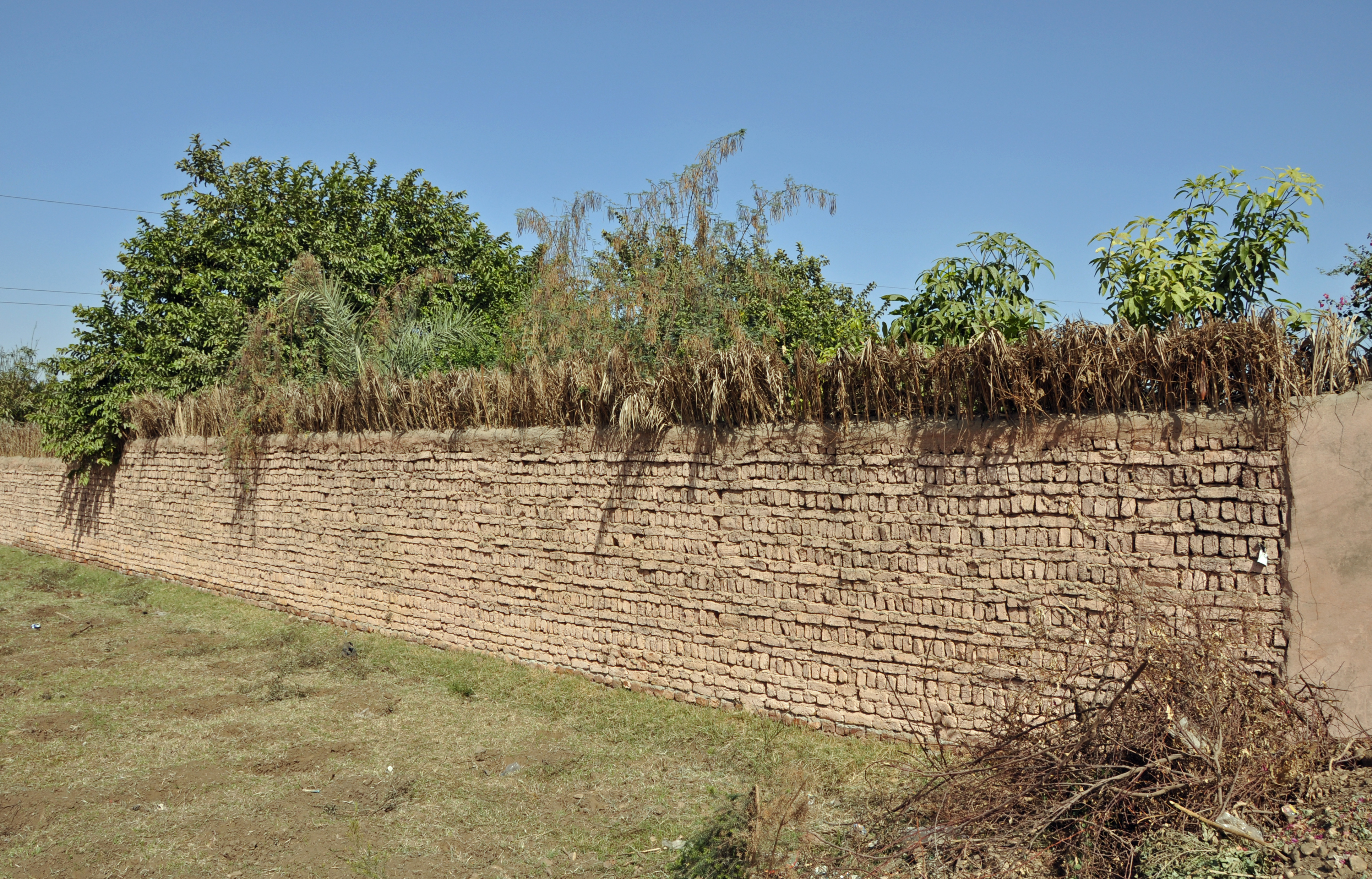
Een hedendaagse muur in leemsteen op het platteland ten zuiden van Luxor (Egypte)
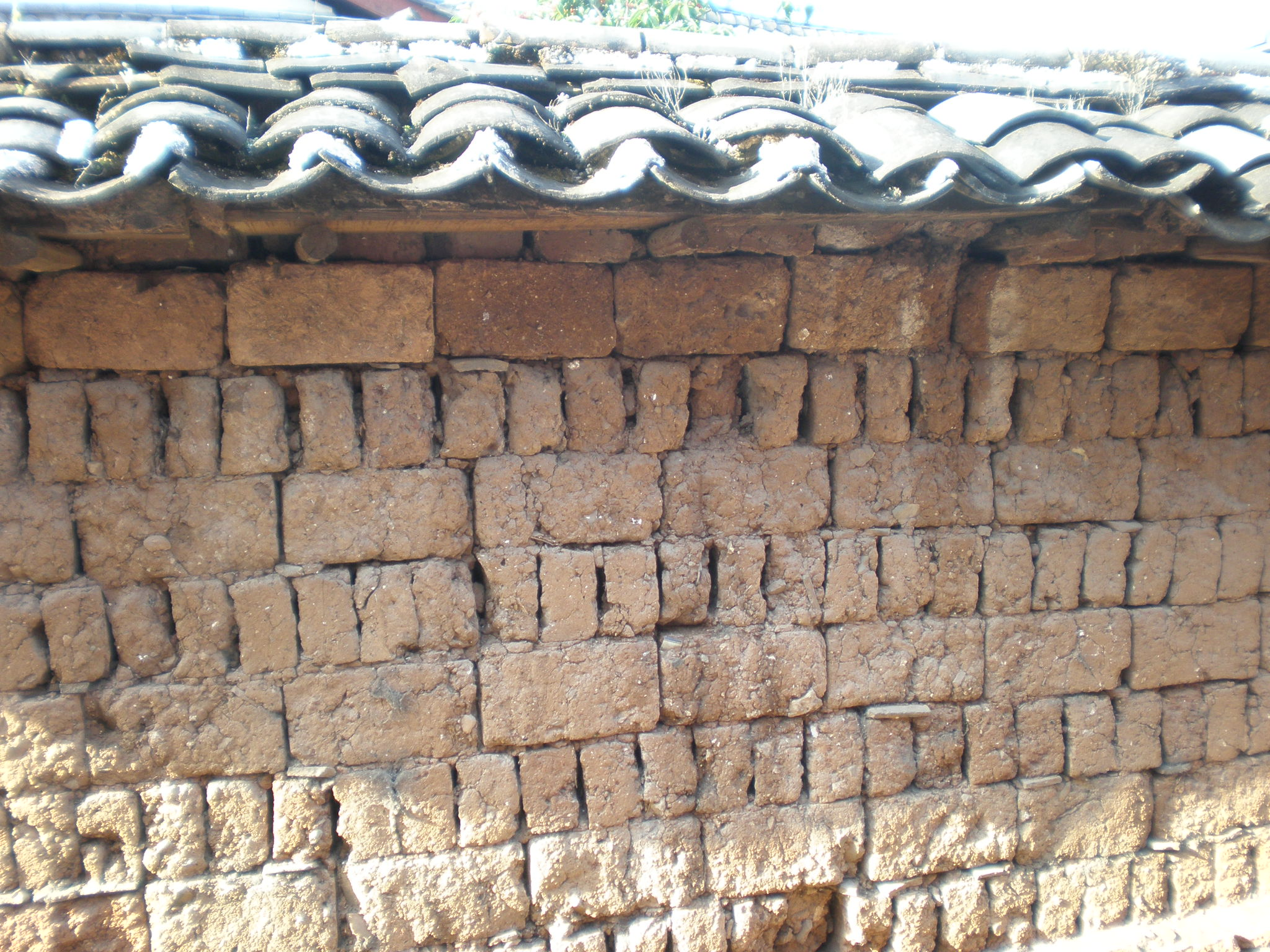
Een muur in leemsteen in het oude stadsgedeelte van Lijiang (Yunnan, China)
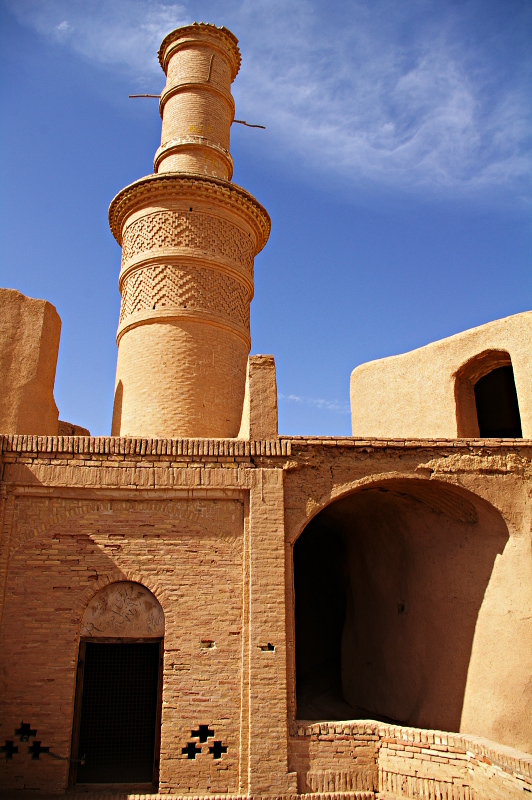
Moskee en minaret in leemsteen, in het dorp Kharanagh (Iran)
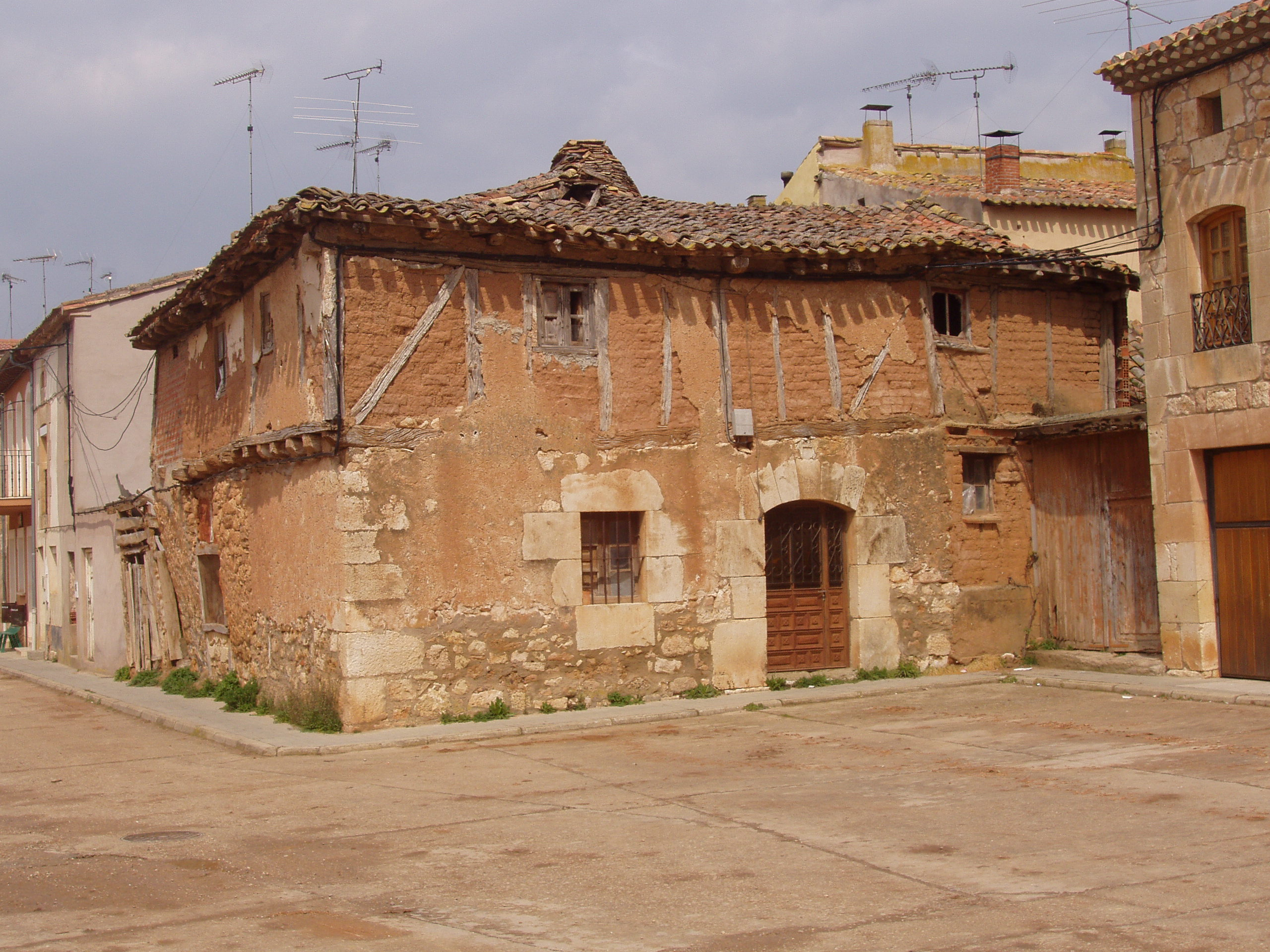
Oud huis in  Burgos (Spanje) met vakwerkbouw van leemstenen
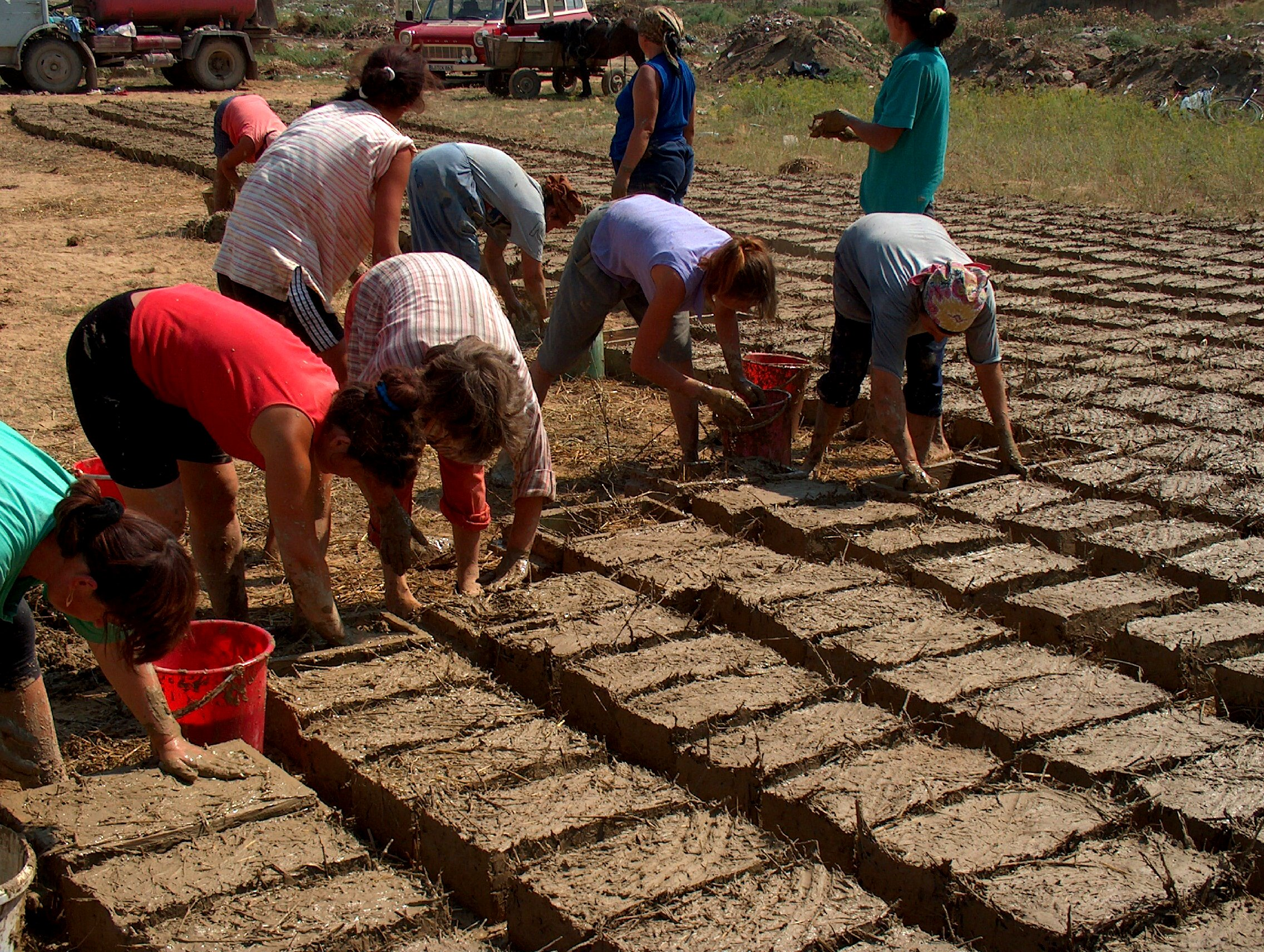
Vervaardigen van leemstenen in Roemenië in 2003
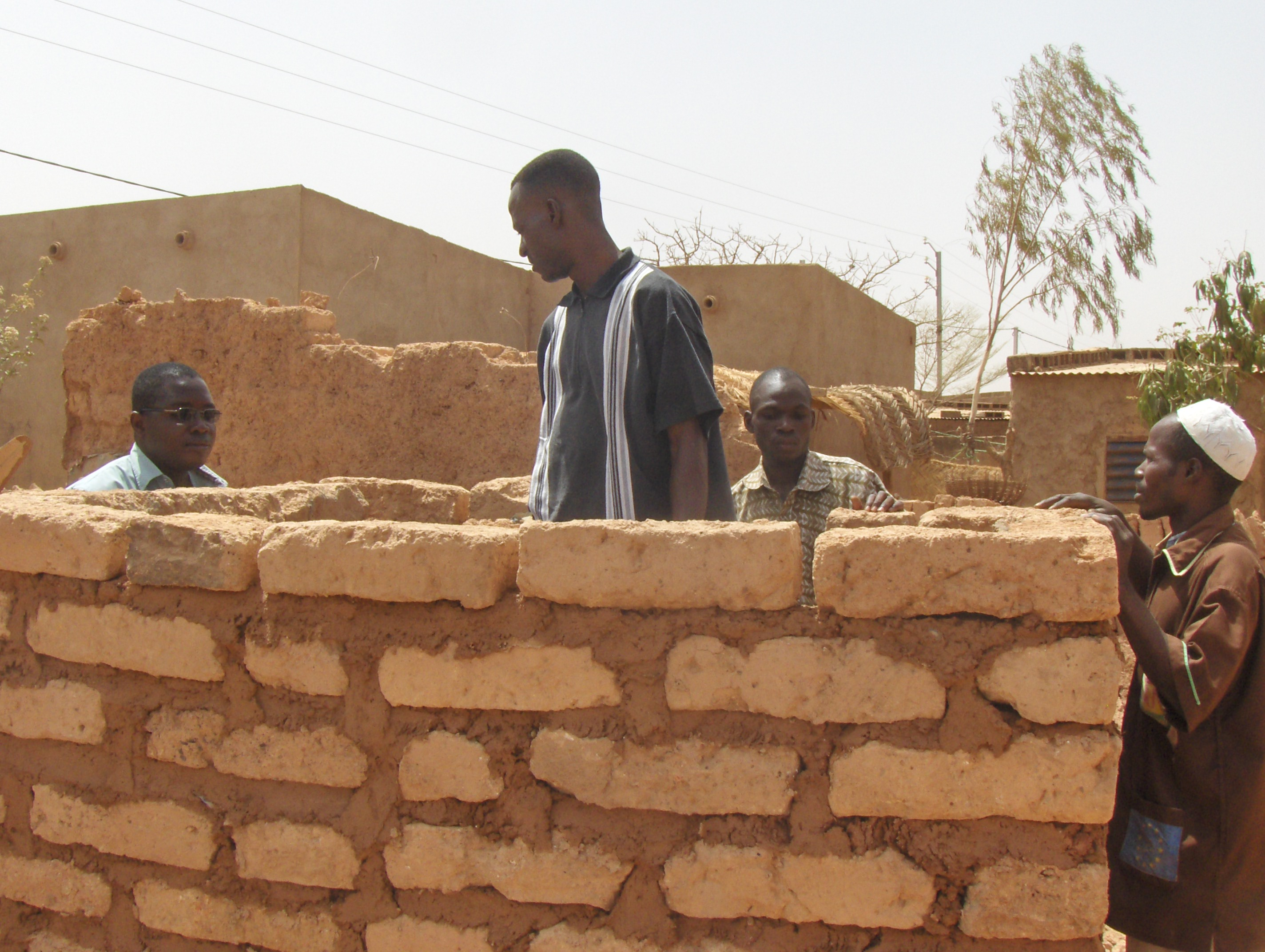
Bouw van een muur uit grote leemstenen in Burkina Faso